# 榮町 (高雄市)

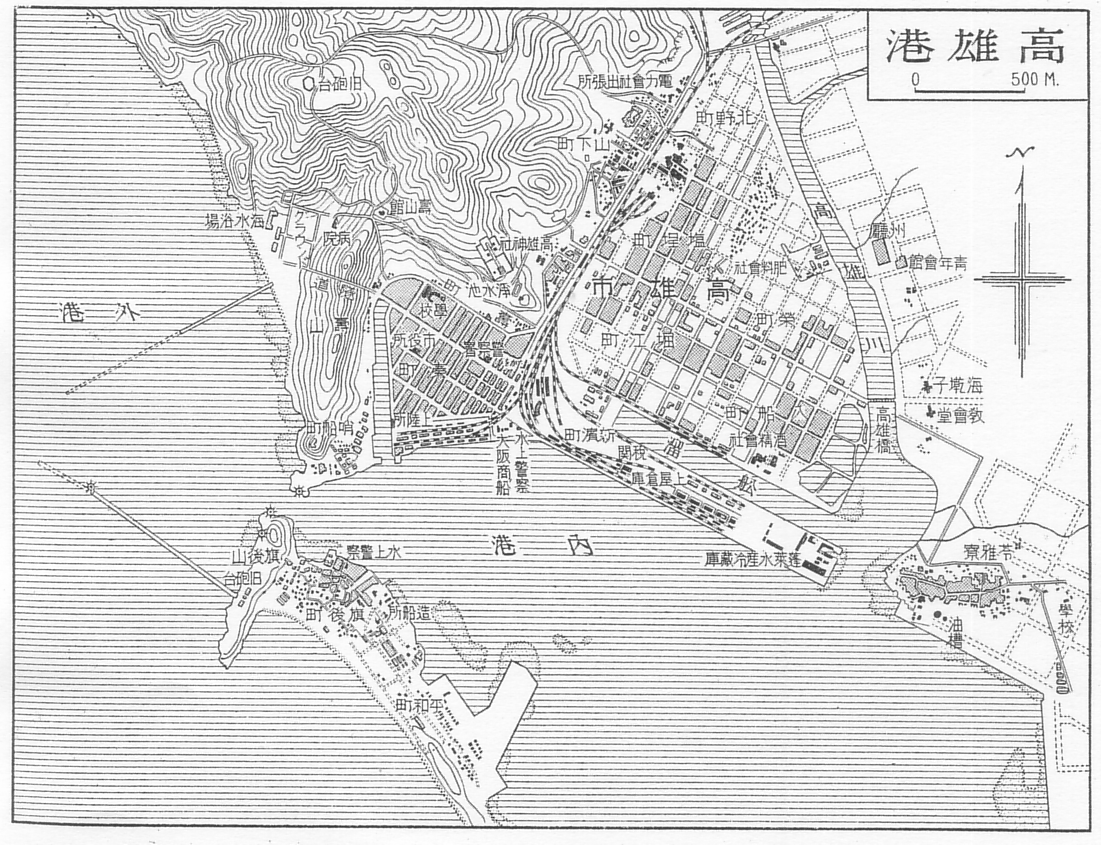
1930年左右的高雄地圖，可見當時的高雄市各町。

榮町是臺灣日治時期高雄市的行政區劃之一，為瀨南鹽場一帶填海造陸後於1915年所設的五個町區之一。該區位於今天的鹽埕區五福四路與大勇路交叉處東北一帶，約等於今之鹽埕區光明、育仁兩里所轄範圍。在1926年時的人口約有648人。
1920年時高雄郡役所與街役場還設在今高雄南鼓山的哨船頭一帶，但隨著都市向東發展，重心也移到今鹽埕區一帶。高雄街在1924年因人口數達到41247人，而升格為市。新的市役所並未設在過去的哨船頭，而是改設在榮町。而除了高雄市役所之外，還有一些像是打狗土地株式會社、高雄地所株式會社等公司行號在此營業，遊廓（風化區）也設立在此。

## 町內設施
- 高雄市役所
- 打狗土地株式會社
- 高雄地所株式會社
- 淨土宗高雄布教所（戰後的福亨寺，已拆除）
- 榮町遊廓
- 金鵄館